# 23. juli
23. juli er dag 204 i året i den gregorianske kalender (dag 205 i skudår). Der er 161 dage tilbage af året.
Apollinarius dag. Han var biskop i Ravenna.
Dagen er den første af "Hundedagene" – der løber til 23. august. Navnet kommer fra hundestjernen Sirius, som omkring denne dato står op lidt før solen. Det er også den første dag i stjernetegnet Løven, på latin: Leo.
Det er nationaldag i Egypten og Etiopien.

### Begivenheder
Født - Dødsfald
- 1921 - Dansk Ride Forbund bliver stiftet af C.A. Kraft
- 1926 - Fox Film køber patentet på lydsystemet Movietone til at optage lyd til film.
- 1952 - Den europæiske Kul- og Stålunion, der senere bliver til EU, træder i kraft.
- 1974 - Efter Cypern-krisen opgiver den græske militærjunta magten, og den tidligere premierminister Konstantinos Karamanlis bliver chef for en ny demokratisk græsk samlingsregering.
- 1978 - Den 23-årige debutant, franskmanden Bernard Hinault, vinder Tour de France foran hollænderen Joop Zoetemelk.
- 1985 - Den russiske stangspringer Sergej Bubka sætter ny verdensrekord i stangspring, da han når drømmegrænsen på 6,00 meter.
- 1986 - Den britiske prins Andrew, hertug af York bliver viet til Sarah Ferguson.
- 1989 - Amerikanske Greg LeMond vinder Tour de France.
- 1995 - Den spanske cykelrytter Miguel Indurain vinder som den første nogensinde Tour de France fem gange i træk. Danske Bjarne Riis bliver nr. 3, 6.47 minutter efter, hvilket er den hidtil bedste danske placering.
- 1998 - En dopingskandale i Tour de France eskalerer, da fransk politi arresterer samtlige 9 ryttere på Festinaholdet, mistænkt for systematisk doping. Samtidig blev det hollandske hold TVM’s sportsdirektør Cees Prim og holdets russiske læge Andrej Mikhajlov tilbageholdt af politiet, mistænkt for at dope deres cykelryttere.
- 2005 - Ved et terrorangreb rammer tre bomber turistområdet Sharm el-Sheikh i Egypten og dræber 88 mennesker.
- 2023 - Jonas Vingegaard vinder Tour de France for anden gang i træk.

### Født
- 1649 - Pave Clemens 11. (død 1721)
- 1851 - P.S. Krøyer, dansk maler (død 1909).
- 1888 - Raymond Chandler, amerikansk forfatter (død 1959).
- 1892 - Haile Selassie, kejser af Etiopien (død 1975).
- 1892 - Knud Møller Lorentzen, dansk politiker (død 1970).
- 1905 - Leopold Engleitner, østrigsk foredragsholder.
- 1905 - Robert Sørensen, dansk politiker (død 1977).
- 1913 - Michael Foot, engelsk politiker (død 2010).
- 1913 - Nis Sauer, dansk arkitekt og opfinder.
- 1924 - Frovin Sieg, dansk møntsamler (død 2003)
- 1931 - Jørn Riel, dansk forfatter.
- 1939 - Max Rasmussen, tidligere amtsdirektør for Fyns Amt.
- 1942 - Gerhard Ellerbæk, jazzmusiker bl.a medlem af Bourbon Street Jazzband.
- 1944 - Lisa Alther, amerikansk forfatter
- 1947 - David Essex, engelsk sanger og skuespiller.
- 1947 - Stefan G. Rasmussen, dansk pilot og politiker.
- 1954 - Philip Zandén, svensk skuespiller.
- 1957 - Theo van Gogh, hollandsk filminstruktør (død 2004).
- 1960 - Jon Landau, amerikansk filmproducer (død 2024).
- 1960 - Meta Fuglsang, dansk politiker.
- 1961 - Woody Harrelson, amerikansk skuespiller.
- 1963 - Nanna Lüders, dansk sangerinde.
- 1965 - Slash (musiker), (Guns N' Roses og Velvet Revolver).
- 1968 - Ronny Lerche, dansk cykelrytter (død 1999).
- 1969 - Peter Glüsing, dansk journalist og pressechef.
- 1976 - Mads Korsbjerg, dansk squashspiller.
- 1982 - Paul Wesley, amerikansk skuespiller.
- 1989 - Daniel Radcliffe, britisk skuespiller.

### Dødsfald
- 1757 - Domenico Scarlatti, italiensk komponist (født 1685).
- 1885 - Ulysses S. Grant, amerikansk general og USA's 18. præsident.
- 1927 - Sigrid Wolf-Schøller, en norsk - dansk operasanger (født 1863).
- 1942 - Valdemar Poulsen, dansk ingeniør og opfinder (født 1869).
- 1943 - Gerard Jacob de Geer, svensk geolog (født 1858).
- 1968 - August Tørsleff, dansk maler (født 1884).
- 2011 - Amy Winehouse, engelsk sanger (født 1983).
- 2013 - Emile Griffith, amerikansk bokser og ex-verdensmester (født 1938).

|  | Denne datoartikel kan blive bedre, hvis der indsættes et (bedre) billede Du kan hjælpe ved at afsøge Wikimedia Commons for et passende billede eller uploade et godt billede til Wikimedia Commons iht. de tilladte licenser og indsætte det i artiklen. |